# Cameroun aux Jeux olympiques d'été de 1968
Le Cameroun participe aux Jeux olympiques d'été de 1968 à Mexico du 12 au 27 octobre 1968. Il s'agit de sa 2e participation à des Jeux d'été.
Le boxeur Joseph Bessala devient le premier camerounais médaillé olympique en décrochant une médaille d'argent dans la catégorie des moins de 67 kg.

## Athlétisme
Après David Njitock en 1964, Esau Ade Nji est le deuxième athlète camerounais à participer aux Jeux olympiques. Il termine 12e de sa série du 5 000 mètres et n'accède pas à la finale.
| Athlète      | Épreuve | Demi-finales  | Demi-finales | Finale   | Finale |
| Athlète      | Épreuve | Résultat      | Rang         | Résultat | Rang   |
| ------------ | ------- | ------------- | ------------ | -------- | ------ |
| Esau Ade Nji | 5000 m  | 15 min 46 s 2 | 12e          | NC       | NC     |

## Boxe
Le Cameroun présente pour la première fois des boxeurs aux Jeux olympiques. Si trois d'entre eux perdent lourdement dès leur premier combat, Joseph Bessala atteint la finale des poids welters et obtient la première médaille olympique de l'histoire du Cameroun.
| Athlète        | Compétition             | 1/32 de finale                | 1/16 de finale               | 1/8 de finale         | Quarts de finale          | Demi-finales                | Finale                    |
| Athlète        | Compétition             | Adversaire Résultat           | Adversaire Résultat          | Adversaire Résultat   | Adversaire Résultat       | Adversaire Résultat         |                           |
| -------------- | ----------------------- | ----------------------------- | ---------------------------- | --------------------- | ------------------------- | --------------------------- | ------------------------- |
| Inoua Bodio    | Léger (-60 kg)          | Exempt                        | Anthony Quinn Défaite par KO | NC                    | NC                        | NC                          | NC                        |
| Ernest Dong    | Welter léger (-63,5 kg) | Antoniu Vasile Défaite par KO | NC                           | NC                    | NC                        | NC                          | NC                        |
| Joseph Bessala | Welter (-67 kg)         | Exempt                        | Luis González Victoire 5-0   | Julius Luipa Victoire | Victor Zilberman Victoire | Mario Guilloti Victoire 5-0 | Manfred Wolke Défaite 1-4 |
| Antoine Abang  | Moyen (-75 kg)          | NC                            | Aleksey Kiselev Défaite 5-0  | NC                    | NC                        | NC                          | NC                        |